# Valsång

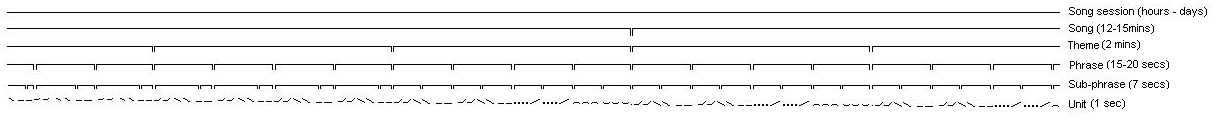
Schematisk bild av knölvalens sång

Valsång kallas den samling ljud som valar använder för att kommunicera. Den används ibland för att ge en lugnande effekt hos oss människor.[källa behövs]
Ordet "sång" används i det här sammanhanget för att beskriva mönstren av återkommande och förutsägbara läten som vissa valarter skapar. Knölvalen är här särskilt noterbar. Detta inkluderas eller jämförs ofta med begreppet musik och manliga knölvalar har beskrivits som "aldrig upphörande kompositörer" av sånger som är "slående lika mänskliga musiktraditioner". Knölvalens sång pågår i mellan 6 och 35 minuter och den har till och med olika "dialekter".